# 11e législature de Koror

La 11e législature de Koror est la 11e session de la Législature de l’État de Koror.
Elle fait suite à la 10e législature de Koror, qui était entrée en fonction en 2014.

## Déroulement

### Élections
L'élection des membres de la Législature a eu lieu en 2017 lors des élections générales.

## Membres de la Législature
| Nom                      | Qualité                | Circonscription                    |
| ------------------------ | ---------------------- | ---------------------------------- |
| Alan T. Marbou           | Président, membre      |                                    |
| Ann L. Pedro             | Vice-président, membre |                                    |
| Jason R. Nolan           | Floor Leader, membre   |                                    |
| Jennifer Akiwo           | Membre                 | Medalaii                           |
| Devon T. Andreas         | Membre                 | Iyebukel                           |
| Ngiratecheboet Elberdong | Membre                 | Ngerchemai                         |
| Felix Francisco          | Membre                 | Ngerbeched                         |
| Vann Isaac               | Membre                 | Ikelau                             |
| Polycarp Marcil          | Membre                 | Ngerkesoaol                        |
| Tangesechel L. Mariur    | Membre                 | Dngeronger                         |
| Leorry Ngiramowal        | Membre                 | Meyuns                             |
| Wilon F. Ngirausui       | Membre                 | Ngermid                            |
| Rodney E. Omelau         | Membre                 | Meketii                            |
| Ignacio Rengulbai        | Membre                 | Ngerkebesang                       |
| Jennifer T. Sugiyama     | Membre                 | Circonscription générale de Koror. |
| Kyonori Tellames         | Membre                 | Circonscription générale de Koror. |
| Vierra J. Toribiong      | Membre                 | Circonscription générale de Koror. |

## Sources